# Тимофей (Папуцакис)
Архиепи́скоп Тимофе́й (греч. Αρχιεπίσκοπος Τιμόθεος в миру Михаи́л Папуца́кис, греч. Μιχαήλ Παπουτσάκης; 25 марта 1915, Гаваломури, ном Ханья, Крит — 26 июля 2006, Ираклион, Крит) — епископ Константинопольской православной церкви, архиепископ Критский, предстоятель полуавтономной Критской православной церкви.

## Биография
Родился в 1915 году в городке Гаваломури в 25 км от Ханья на Крите в семье Константина и Артемизии Папуцакисов. В раннем возрасте потерял отца.
Образование получил в Церковном институте на Крите и богословской школе Афинского университета.
7 октября 1942 года пострижен в монашество с возведением в сан во иеродиакона в монастыре Гувернето и 21 ноября того же года рукоположён в сан иеромонаха митрополитом Кидонийским и Апрокоронским Агафангелом.
26 июля 1956 года был хиротонисан во епископа Аркадийского.
С 16 марта 1961 года епископ стал титуловаться Гортинским и Аркадийским.
25 сентября 1962 года возведён в сан митрополита.
10 марта 1978 году после смерти архиепископа Евгения был избран архиепископом Критским.
Скончался 26 июля 2006 года в Ираклионе в возрасте 91 года.